# Ján Janík
Ján Janík (24 de noviembre de 1924, Čemice (actualmente parte de la ciudad de Liptovský Mikuláš) – 11 de agosto de 1991, Vyšná Boca) fue un político eslovaco y checoslovaco del Partido Comunista de Eslovaquia (KSS, rama regional del Partido Comunista de Checoslovaquia, KSČ), miembro del Consejo Nacional Eslovaco y de la Cámara de las Naciones de la Asamblea Federal de Checoslovaquia durante la normalización.

## Biografía
Nacido en 1924, por décadas ocupó cargos altos en el partido y en el Estado. Entre 1955 y 1989 aparece como participante en las reuniones del Comité Central del Partido Comunista de Eslovaquia. Entre 1962 y 1964 ocupó el cargo de presidente del KNV para la región de Eslovaquia Occidental. En los años 1960-1962 fue secretario del Comité Regional del KSS en la región de Eslovaquia Occidental, desde 1962 miembro del Comité Central del Partido Comunista de Eslovaquia, en los años 1966-1968 y nuevamente a partir de 1969 miembro del Presidium del Comité Central del KSS, y desde 1970 también secretario del Comité Central de dicho partido. En 1969-1970 fue secretario principal del comité local del KSS en Bratislava. También ocupó los más altos cargos en el Partido Comunista nacional. El XII Congreso del Partido Comunista de Checoslovaquia lo eligió miembro del Comité Central del KSČ. Los congresos XIII a XVII del KSČ lo confirmaron en el cargo.
En las elecciones de 1964, Ján Janík se convirtió en miembro del Consejo Nacional Eslovaco. Después de la federalización de Checoslovaquia, ocupó un escaño en la Cámara de las Naciones de la Asamblea Federal. Recién obtuvo el mandato posteriormente, en abril de 1970 (prestó juramento en mayo de 1970), como parte de una de las oleadas de nominaciones suplementarias como resultado de las purgas que siguieron a la invasión de Checoslovaquia por las tropas del Pacto de Varsovia. Fue nominado al parlamento federal por el Consejo Nacional Eslovaco, donde también sirvió.
Posteriormente ocupó un escaño en la Asamblea Federal durante mucho tiempo en el período de la normalización. Defendió su mandato en las elecciones de 1971 (por el distrito electoral de la región de Eslovaquia Occidental), en las de 1976 (por el distrito de Sereď), en las de 1981 y en las de 1986. Mientras estaba en el cargo cuando ocurrió la Revolución de Terciopelo en 1989 y, tras ella, en enero de 1990, dimitió de su cargo parlamentario como parte del proceso de cooptación de la Asamblea Federal.
En 1970 y 1974 recibió la Orden del Trabajo, en 1973 la Orden de Febrero Victorioso y en 1984 la Orden de la República.